# Lin Lie (Marvel Comics)
Lin Lie (chinês: 林烈) é um super-herói chinês que apareceu originalmente no web manhua publicado pela NetEase e depois nos quadrinhos americanos publicados pela Marvel Comics. Criado pelo desenhista Gunji e roteirista Shuizhu, Lin apareceu pela primeira vez na série digital chinesa Warrior of the Three Sovereigns #1 (maio de 2018) como Sword Master, um descendente de Fu Xi que empunha a mística Espada de Fu Xi. Lin fez sua estreia nos quadrinhos americanos em War of the Realms: New Agents of Atlas #2 (maio de 2019), onde se juntou aos Agentes de Atlas. Depois de perder sua espada em Death of Doctor Strange: White Fox #1, Lin Lie se tornou o novo Punho de Ferro em Iron Fist Vol 6 #1 (fevereiro de 2022).

## Histórico da publicação
Lin Lie, juntamente com a personagem Aero, foram criados para o mercado chinês em uma colaboração entre a Marvel e a NetEast para atrair mais leitores na China e no leste da Ásia.
Depois de estrear nos quadrinhos digitais chineses em 2018, Sword Master fez sua estreia nos quadrinhos americanos em War of the Realms: New Agents of Atlas, do roteirista Greg Pak e do desenhista Gang Hyuk Lim, antes de estrelar sua própria série solo, intitulada Sword Master, escrita por Pak e ilustrado por Ario Anindito. A série Sword Master também contou com republicações da série Warriors of Three Sovereigns em que Lin estreou, com traduções feitas por Pak.  Sword Master continuaria a ter aparições regulares em Agents of Atlas.
Em 2022, Lin Lie estreou como Punho de Ferro em uma minissérie de cinco edições escrita por Alyssa Wong e ilustrada por Michael YG e Sean Chen.
Em julho de 2022, foi anunciado que Lin apareceria no one-shot A.X.E.: Iron Fist #1 como parte do evento crossover A.X.E.: Judgment Day, com Wong e YG retornando como roteirista e desenhista, respectivamente, que está definido para ser lançado em outubro de 2022.

## Biografia

### Warriors of Three Sovereigns
Lin Lie é um estudante universitário de Xangai que recebe uma misteriosa espada de seu pai arqueólogo, que desapareceu junto com o irmão mais velho de Lie, Feng, pouco depois. Um ano após o desaparecimento de sua família, Lie é atacado por um demônio em seu apartamento depois de receber um misterioso orbe vermelho contido em uma caixa de quebra-cabeça. A espada que o pai de Lie confiou a ele se move por conta própria para salvar Lie do demônio, que é então destruído por Ji Shuangshuang, um caçador de demônios. Shuangshuang revela que a espada é a Espada de Fu Xi, uma das três armas sagradas usadas pelo Imperador Amarelo e pelos clãs dos Três Soberanos para selar o malvado deus da guerra Chiyou no passado distante. Shuangshuang explica que ela e Lie são descendentes de Nü-wa e Fu Xi, respectivamente, e que a Espada e o orbe vermelho contendo um pedaço da alma de Chiyou foram removidos de um dos três túmulos de Chiyou, enfraquecendo seu selo e permitindo que vários de seus lacaios demoníacos para serem liberados ao redor do mundo. Acreditando que Lie é muito incompetente para proteger o orbe, Shuangshuang o leva com ela. Lie persegue, mas é atacado pelo Barão Mordo, que tenta pegar a Espada para si, mas é expulso pelo Doutor Estranho. Strange se oferece para manter a Espada por segurança, mas cede depois que Lie explica sua linhagem e precisa da Espada para encontrar seu pai desaparecido, usando sua magia para ajudar Lie a se reunir com Shuangshuang. Juntos, Lie e Shuangshuang destroem os demônios restantes. Lie viaja com Shuangshuang e seu companheiro de quarto Ah Cheng para a sede do clã Nü-wa em Gansu, onde é recebido pela avó de Shuangshuang e pelo chefe Nü-wa Ji Xiangyun. Como Lie, seu pai e irmão são os únicos descendentes conhecidos de Fu Xi, Xiangyun treinou Lie sob Shuangshuang para se preparar contra Chiyou e seu exército de demônios.

### Agentes do Atlas
Agora com o nome de Sword Master, Lie começa uma carreira de super-herói enquanto luta contra as forças de Chiyou e procura por sua família desaparecida. Durante a "Guerra dos Reinos", Sword Master e vários outros super-heróis asiáticos são convocados pelo teletransportador de Brawn para Seul para ajudar os Novos Agentes do Atlas a defender a Ásia da Rainha Sindr e suas forças Goblin de Fogo de Muspelheim. O Sword Master e os Novos Agentes do Atlas levam Sindr e seu exército no norte da China e depois ajudam a Capitã Marvel a derrotar ela e suas forças restantes na Grande Muralha da China, perto de Pequim. Após o suserano de Sindr, Malekith, ser derrotado, o Sword Master se junta aos Agentes de Atlas.
Sword Master encontra seu companheiro de equipe Atlas, Shang-Chi, em Nova York, enquanto procura por seu pai. Percebendo a inexperiência e imprudência do herói arrivista, Shang coloca Lie sob sua asa para melhorar suas habilidades. Os dois se reúnem com os outros agentes da Atlas quando Flushing e outras cidades asiáticas, do Pacífico e predominantemente asiáticas fora da Ásia são fundidas na cidade portal de "Pan" Tech pelo magnata Mike Nguyen da Big Nguyen Company. Sword Master e Shang-Chi são posteriormente confrontados por Ares, que tenta pegar a Espada de Fu Xi para resgatar seu filho drakon sequestrado Ismenios, que Ares acredita ter sido capturado por outro deus. Shang-Chi faz um compromisso com Ares: em troca do Sword Master e Shang-Chi ajudá-lo, Ares ajudaria a encontrar o pai desaparecido de Lie. Ares aceita e usa Pan Portals para rastrear Ismenios até um templo em Madripoor, onde eles encontram Davi Naka, a Deusa Mãe de Madripoor. Naka revela que Ismenios tentou saquear o tesouro de Atlântida durante a ausência de seu guardião da serpente marinha, mas foi pego por Namor. Devido ao seu dever de proteger todos os dragões, Naka resgatou Ismenios da ira de Namor e aprisionou o jovem drakon em seu templo para sua proteção e para aplacar o rei. Naka ainda avisa os quatro que, apesar de seus esforços, Namor ainda está indignado com o desaparecimento de seu dragão e implora que eles a encontrem.
O Sword Master e os Agentes do Atlas ajudam os cidadãos de Pan, inclusive defendendo a cidade de wyverns invasores e serpentes marinhas e protegendo os refúgios madripoorianos do assédio da Guarda Pan. Desconfiado por esses eventos, Sword Master se junta a vários de seus companheiros de equipe para se infiltrar na torre pessoal de Nguyen, onde eles descobrem que a Big Nguyen Company capturou o dragão desaparecido de Atlantis e estava colhendo suas escamas para alimentar os portais de Pan. Antes que uma decisão possa ser tomada sobre a liberação do dragão, Namor emerge das águas da costa de Pan para recuperar seu dragão roubado, iniciando uma guerra entre Pan e Atlantis.
No enredo "Atlantis Attacks", Sword Master e os outros New Agents of Atlas são convocados por Brawn durante seu confronto com Namor. Namor avisa o grupo para devolver o dragão de Atlântida em um dia ou então enfrentar a ira de Atlântida antes de recuar. Após a batalha, o Sword Master e os outros Novos Agentes são apresentados aos Agentes da Atlas originais pelo chefe da Fundação Atlas, Jimmy Woo. Quando Woo envia Namora, Venus, Aero e Wave para Atlantis para uma missão diplomática, Brawn ordena discretamente que Sword Master e Shang-Chi espionem Namora, devido a seus laços familiares com Namor. O dragão é finalmente libertado do cativeiro, mas ao chegar em casa, ela inesperadamente enlouquece e ataca o reino subaquático. Sword Master testemunha a destruição causada pelo dragão e Shang-Chi retransmite a Amadeus que os cientistas da Atlântida descobriram um implante embutido nas escamas do dragão para ser a fonte de seu comportamento e que Namor acredita que Amadeus está por trás da sabotagem, levando o rei a retomar seu ataque a Pan. Quando Brawn é transformado à força no Hulk e colocado sob o controle de Nguyen com a tecnologia Sirena em um último esforço para destruir Atlantis, Sword Master e Shang-Chi são capazes de remover o dispositivo de Amadeus, libertando-o do controle de Nguyen e revertendo-o de volta para Musculoso. Quando o conflito entre Pan e Atlantis é resolvido pacificamente, Brawn e Shang-Chi deixam o time depois de advertir Woo por usar o time como seus peões, mas Sword Master permanece com os Agents of Atlas.
Durante o evento "King in Black", Sword Master inicialmente defende Xangai de invadir dragões simbiontes com Aero e o Cavaleiro Negro, que havia sido abandonado em Xangai e separado de sua Ebony Blade, mas abandona sua missão depois de perceber que os simbiontes eram lacaios de Knull em vez de Chiyou, acreditando que a tarefa estava abaixo dele. Irritado com a arrogância de Lie, a Espada de Fu Xi o abandona pelo Cavaleiro Negro, que incendeia o Sword Master quando ele descarta o Cavaleiro Negro como um "americano psicótico" indigno de empunhar a Espada. Ao usar a Espada de Fu Xi, o Cavaleiro Negro sucumbe à loucura, o que leva a Espada a retornar à Mentira. Enquanto o Sword Master e o Cavaleiro Negro lutam pela Espada, um dragão simbionte os prende com seus tentáculos, que também os conecta mentalmente a Knull, que expressa seu desejo por suas respectivas espadas e zomba impiedosamente dos dois por sua ignorância sobre a verdade de suas armas. histórias. A Espada de Fu Xi usa a oportunidade de usar suas chamas para queimar a mão do Cavaleiro Negro, retornando ao Sword Master e libertando os dois das garras de Knull, assim como um enxame de dragões simbiontes se amalgamam no avatar de Knull, assumindo uma aparência gigantesca de Chiyou. Sword Master ajuda o Cavaleiro Negro a recuperar a Ebony Blade e dois usam suas respectivas espadas para destruir o avatar com a ajuda de Aero.
Quando a "Morte do Doutor Estranho" leva legiões de demônios a invadir partes do mundo, o Sword Master é enviado a Seul por Woo para ajudar seu companheiro de equipe Raposa Branca a derrubar um kumiho demoníaco que estava aterrorizando o campo sul-coreano. Enquanto luta contra o kumiho, a Espada de Fu Xi é destruída pelo kumiho que então jogou o Sword Master em uma ravina. Embora a Raposa Branca seja capaz de matar o demônio, ela, os Agentes da Atlas e a Divisão de Tigres da Coréia do Sul não conseguem encontrar Lie, com a Raposa Branca recuperando apenas um único fragmento da Espada, fazendo com que presumissem que ele morreu. Devido à destruição da Espada de Fu Xi, os selos nas três tumbas de Chiyou enfraqueceram ainda mais, levando mais de seus servos demoníacos a atacar cidades ao redor do mundo.

### Punho de Ferro
Lin Lie milagrosamente sobrevive e chega a K'un-Lun, onde o dragão recém-reencarnado Shou-Lao lhe dá seu chi, salvando a vida de Lie e fazendo dele o novo Punho de Ferro. Com vários fragmentos da Espada embutidos em suas mãos, Lie resolve encontrar as peças restantes e reforjar a espada para evitar a libertação de Chiyou. Durante sua busca pelos fragmentos, Lin Lie encontra brevemente seu antecessor Danny Rand, que já havia desistido do Punho de Ferro, em Flushing e o ajuda a lutar contra vários servos de Chiyou. Sem saber da identidade de Lie, mas feliz que Shou-Lao escolheu um novo campeão, Danny pergunta a Lie sobre seu passado e se oferece para ajudá-lo em seu treinamento, mas é rejeitado por Lie, que foge através de um portal de volta para K'un-Lun. Lie é mais tarde acompanhado por Mei Min, um amigo que ele fez em K'un-Lun cuja família o hospeda, durante suas viagens que o ajuda a recuperar os fragmentos restantes enquanto luta contra as forças demoníacas de Chiyou. Apesar de ser escolhido como o novo Punho de Ferro, a ascensão da Mentira é vista como controversa entre vários cidadãos de K'un-Lun, já que ele não é apenas o terceiro forasteiro consecutivo a se tornar o Punho de Ferro, ele não passou pelos testes necessários para ganhar Shou-Lun. O chi de Lou. Devido aos fragmentos da Espada de Fu Xi embutidos em suas mãos, Lie não pode invocar o Punho de Ferro de forma consistente, deixando-o em constante estado de dor, o que o torna alvo de ridículo e desprezo por vários detratores. Depois que Lie expressa a Min sobre o quão indigno ele é como Punho de Ferro devido à sua deficiência e status indesejado, o Yu-Ti de K'un-Lun, Sparrow, coloca Lie sob sua asa para ajudá-lo a superar suas lutas e recuperar sua confiança. Um dia durante seu treinamento, os fragmentos nas mãos de Lie de repente começam a irradiar com energia ardente e deixando-o se contorcendo de dor, fazendo com que Lie perceba que a primeira tumba de Chiyou havia sido destruída. A energia dos fragmentos nos braços de Lie o levou de volta à casa de Min, onde um servo demônio de Chiyou estava tentando roubar os fragmentos restantes que Lie havia coletado e matado o pai de Min e ferido gravemente sua mãe. Lie esfaqueia seus braços com os fragmentos restantes e usou seu poder extra para matar o demônio, que revela com seus últimos suspiros que o irmão de Lie, Feng, foi quem destruiu o túmulo e que ele estava esperando por ele no segundo. Lie pegou um portal para a segunda tumba com Min e seu rival Yang Yi, mas depois de chegar, eles encontraram  Vultuoso Cobra e a Noiva das Nove Aranhas. Encarregados por Rand de rastrear Lie, as duas Armas Imortais decidem testar o novo Punho de Ferro lutando contra ele. Severamente derrotado e ficando sem tempo, Lie foge da luta para a sede do Clã Nü-wa, mas é tarde demais para evitar sua destruição pelos lacaios de Feng e Chiyou. Incapaz de convocar o Punho de Ferro, Lie é rapidamente derrotado por Feng.

## Poderes e habilidades
Como descendente de Fu Xi, Lin Lie pode empunhar a Espada de Fu Xi e acessar seus poderes divinos. Quando ativada, a Espada gera chamas verdes místicas, que podem ser lançadas como projéteis ou usadas para aumentar o poder de corte e o alcance da lâmina. Devido à sua capacidade de se mover por conta própria, a Espada é capaz de permitir que Lin voe a curtas distâncias. Embora originalmente forjada para destruir Chiyou e seus lacaios demoníacos, a Espada de Fu Xi mostrou ser tão eficaz contra outros demônios e mortos-vivos.
Uma característica notável é que a Espada de Fu Xi é senciente e possui a capacidade de se mover por conta própria. Embora a Espada tenha se esforçado para proteger Lin de ameaças, ela também o desafiou quando ele mostrou características indesejáveis, como covardia ou arrogância. Em alguns casos extremos, deixou-se empunhar por não descendentes de Fu Xi.
Apesar da Espada estar quebrada, seus fragmentos quebrados ainda podem projetar suas chamas verdes místicas, que ainda são eficazes contra os lacaios de Chiyou. Lin faz uso dos fragmentos embutidos em suas mãos para melhorar seus socos e infundir armas com as chamas da Espada.
Depois de ser agraciado com o chi do dragão Shou-Lao, o Imortal, Lin ganhou o poder do Punho de Ferro, permitindo-lhe convocar e focar seu chi para aumentar suas habilidades naturais a níveis extraordinários. Como todo Punho de Ferro antes dele, Lin pode concentrar seu próprio chi e a energia sobre-humana do coração de Shou-Lao em suas mãos, que se manifesta em um brilho sobrenatural ao redor de suas mãos e punhos que podem atacar com dureza e impacto sobre-humanos, mantendo-os impenetráveis. à dor e lesão. Lin pode focar seu chi para dentro para se curar de ferimentos e dores.
Devido aos fragmentos quebrados da Espada de Fu Xi embutidos na carne de suas mãos, Lin Lie está em constante estado de dor e agonia. A energia dos fragmentos interrompe o fluxo de seu chi, o que o impede de canalizar o Punho de Ferro de forma consistente e faz com que seu corpo vaze energia espiritual. A falha em equilibrar seu chi e aproveitar o chi de Shou-Lao pode resultar na morte de Lin e a remoção imediata dos fragmentos é potencialmente fatal.
Devido ao seu treinamento sob o Clã Nü-wa, Agentes do Atlas e os monges de K'un-Lun, Lin Lie é um espadachim experiente, artista marcial e acrobata. Além das artes marciais de K'un-Lun, Lin é proficiente em Bajiquan e Wing Chun.
Lin Lie também é excepcionalmente boa em resolver quebra-cabeças.

## Outras mídias

### Vídeo games
- Lin Lei é um personagem jogável no jogo para celular Marvel: Future Fight.[31]
- Lin Lie como Sword Master aparece em Marvel Snap. Lin Lie como Punho de Ferro aparece como um personagem jogável em Marvel Rivals, com a voz de Stephen Fu.[32] Além disso, Lie como Sword Master aparece como uma skin alternativa desbloqueável.[33]